# Biblioteca Ingeniero Primitivo Padilla
La Biblioteca Ingeniero Primitivo Padilla es una biblioteca especializada. Funciona en la Escuela de Electrónica de Defensa (EED), en la Base Aérea Militar Merlo (BAM MERLO), dependiente del Comando de Adiestramiento y Alistamiento de la Fuerza Aérea Argentina. Se encuentra ubicada en la ciudad de Merlo de la Provincia  de Buenos Aires.

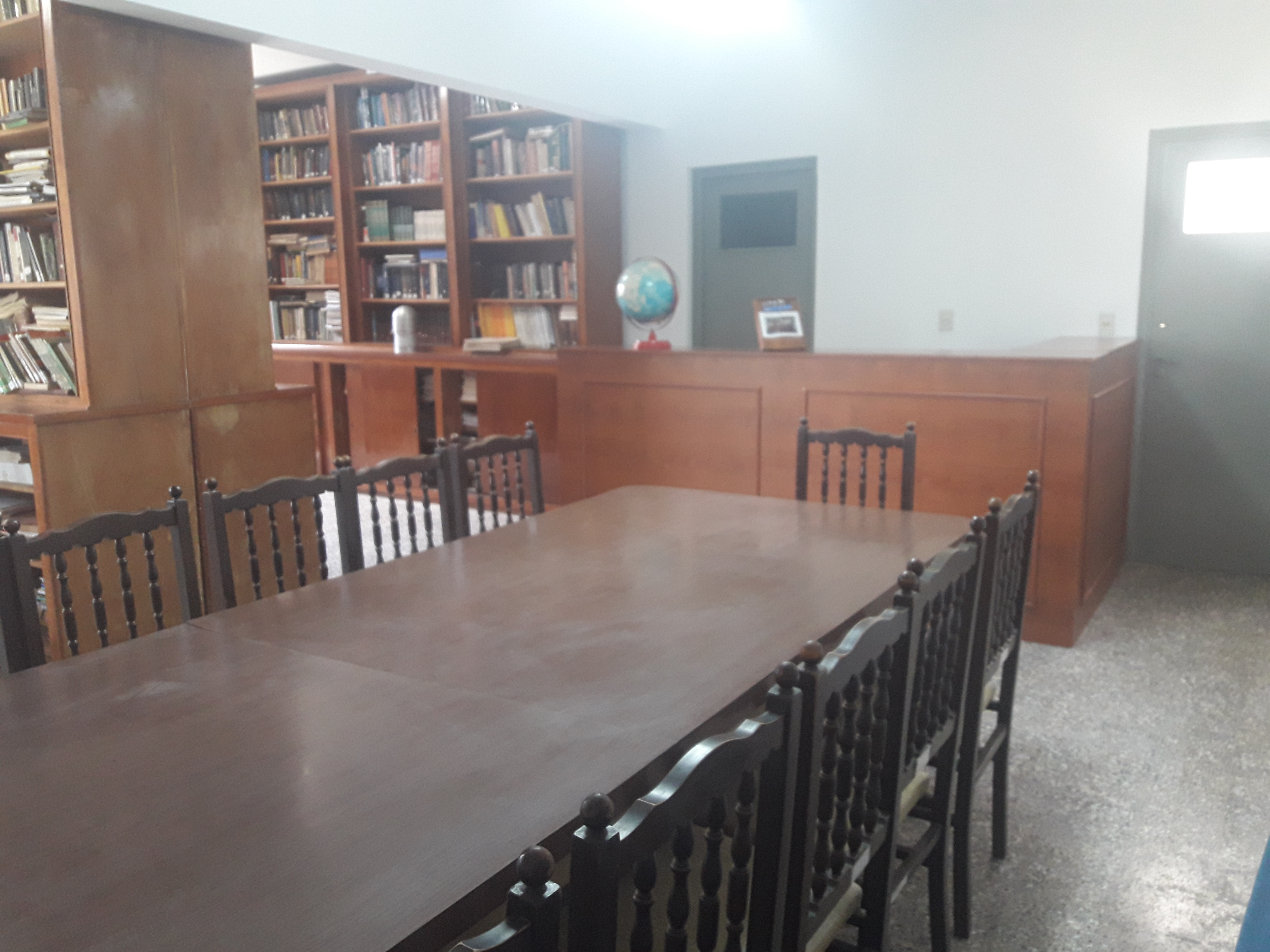
Imagen general de la biblioteca

## Breve reseña histórica
La biblioteca Ingeniero Primitivo Padilla fue creada el 11 de enero de 1964. Lleva el nombre del primer profesor ingeniero civil designado para dar clases en la Escuela de Electrónica de Defensa que, en esa época se llamaba,  Escuela de Radar . Pasaron varios años después de la creación de la escuela  hasta la fundación de la biblioteca, el impulsor fue el mencionado profesor, quien donó material de estudio para que los alumnos lo pudieran consultar dentro de la institución. 

## Biblioteca de la Escuela de Electrónica de Defensa

### Cooperación bibliotecaria
La biblioteca de la EED participa activamente de la Red de Bibliotecas de las Fuerzas Armadas REBIFA.
En el año 2013 por Resolución N° 483 del Ministerio de Defensa, se crea el Programa de Fortalecimiento y Apoyo a través del cual se articulan una serie de medidas para hacer más eficiente la actividad bibliotecaria. El continuo  trabajo colaborativo de las bibliotecas integrantes  hace posible la permanencia del Catálogo colectivo y a su vez la ejecución de capacitaciones, talleres y seminarios para el personal de la biblioteca.

### Fondos

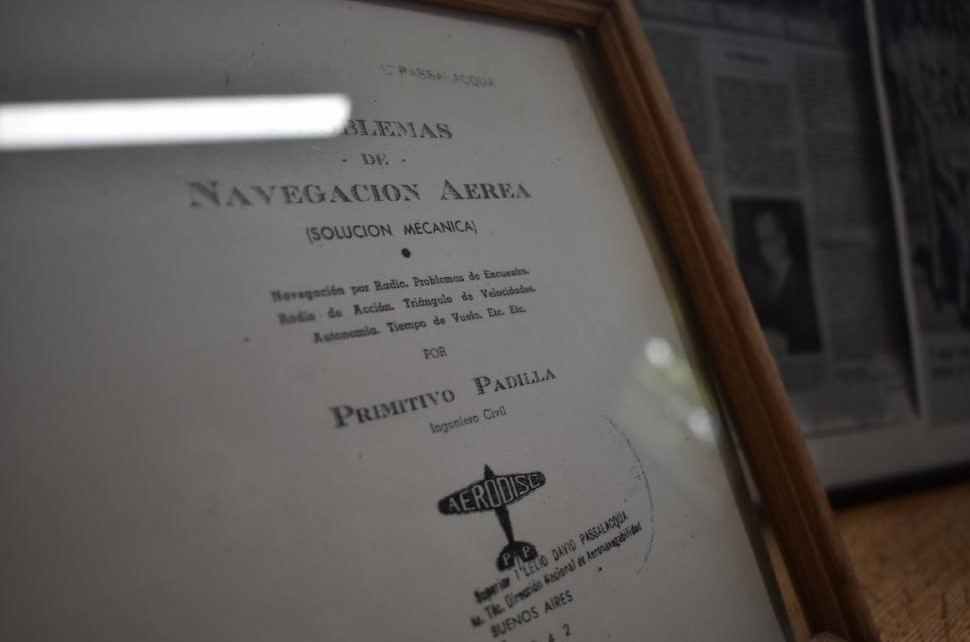
Portada del libro escrito por Primitivo Padilla. Título: Problemas de navegación aérea: solución mecánica.

Está conformada por un fondo bibliográfico y documental específico, con una disponibilidad acerca de 8.000 volúmenes, entre los cuales incluye bibliografía especializada en tecnología radar y áreas afines. Cuenta también con Reglamentación militar de la Fuerza Aérea Argentina.
- Colecciones especiales: Se destaca la Colección Aeronáutica Argentina y manuales del Proyecto SICEA (Sistema Integrado de Control del Espacio Aéreo).[1] Proyecto de Fuerza Aérea Argentina pensado para abarcar áreas de cobertura de radares a fines de los años setenta. Este proyecto de altos costos en sistemas de comunicaciones no se pudo llevar a cabo debido a las consecuencias políticas de la Guerra de Malvinas.
- Manuales técnicos: Radar Raytheon SCR-588-B, Radar Marconi, Radar Alenia, Radar Selenia, Radar Cyrano, Radar Bendix, Radar Mediano Experimental (RAME), Radar Westinghouse AN/TPS- 43 E y W-430, Radar Primario Argentino RPA.[1]
- Repertorio de manuales específicos para los alumnos: Tránsito aéreo, Sitio y evaluación de radar, Navegación aérea, Guerra electrónica, Meteorología aplicada al radar, etc., todos de confección propia que se encuentran disponibles en formato papel, y una gran parte de ellos forman una biblioteca digital. Encuadernación con escartivanas

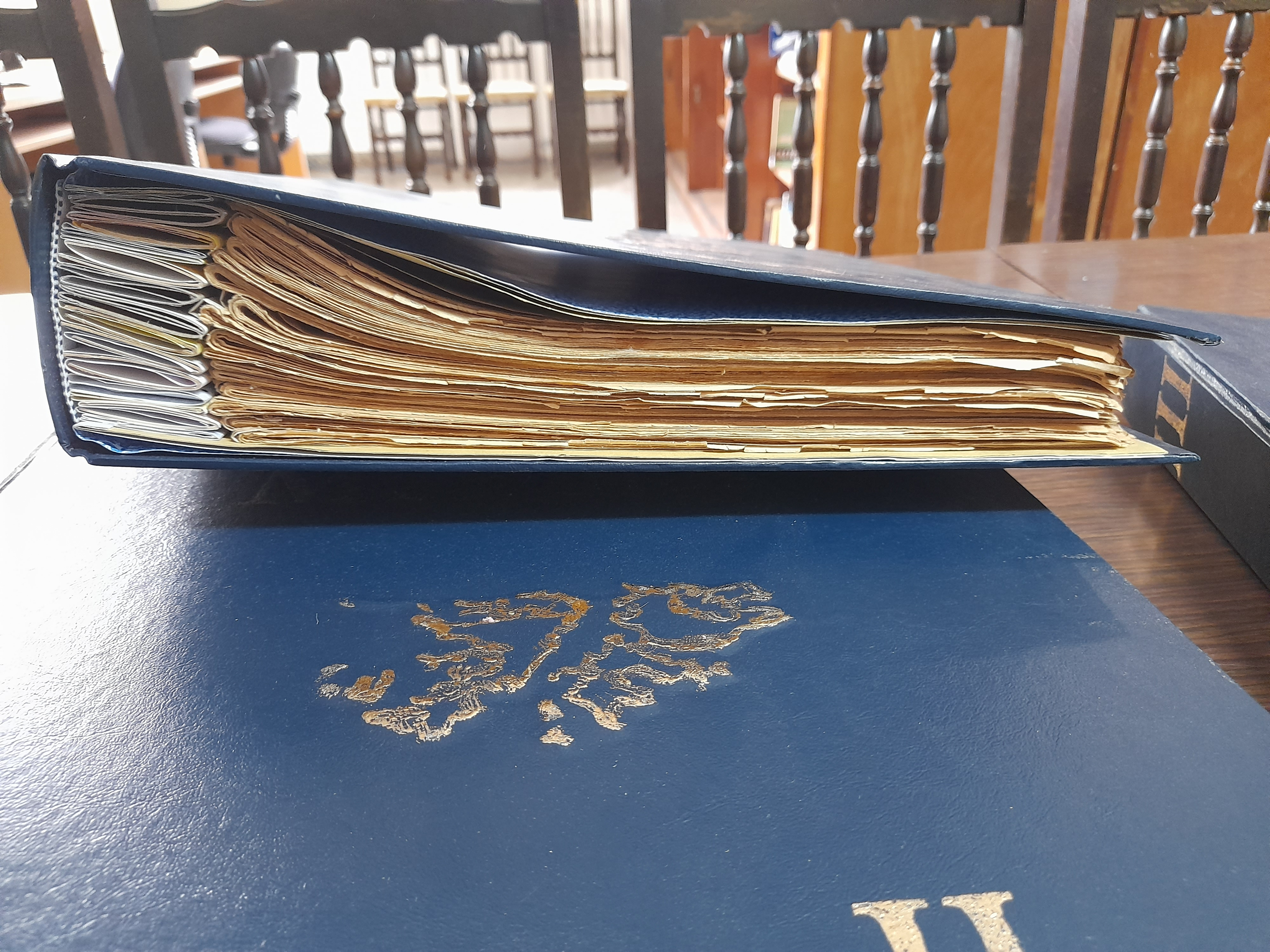
Encuadernación con escartivanas

- Hemeroteca:   Cuenta con más de 10 títulos de revistas, Boletines Informativos de la Especialidad VYCA y una colección de periódicos de la época de la Guerra de Malvinas, los mismos se encuentran bajo una encuadernación artesanal con escartivanas.Sector de referencia

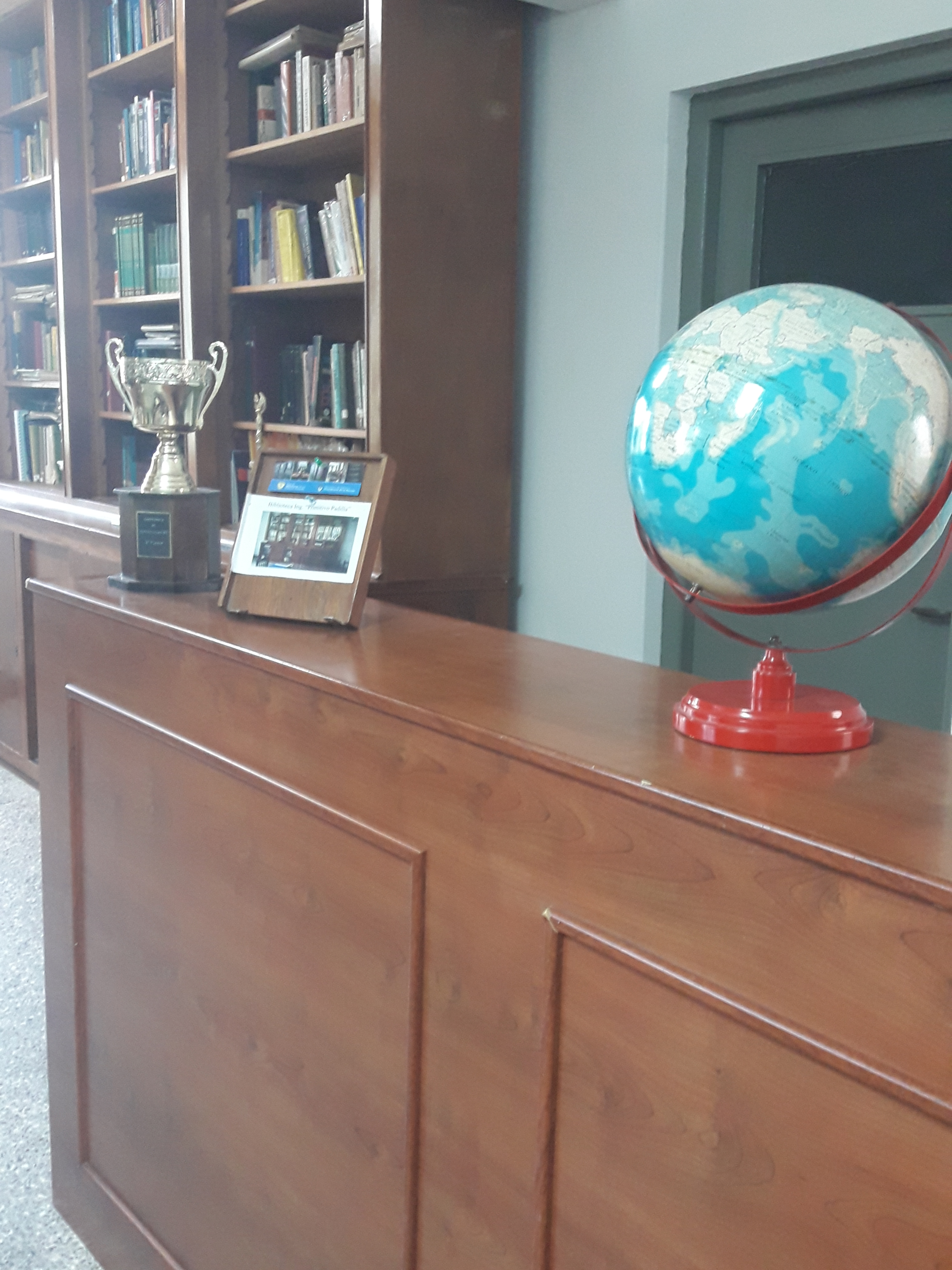
Sector de referencia

### Servicios ofrecidos
- Lectura en sala
- Préstamo a domicilio
- Préstamo interbibliotecario

### Usuarios
Personal de las Fuerzas Armadas argentinas.

### Referencia y orientación al usuario
Asesoramiento documental en sus necesidades informativas.

### Contribución a la docencia
Apoyar la curricula de la escuela, poniendo a disposición el material necesario para que los alumnos alcancen su perfeccionamiento y adiestramiento en su formación para la operación y mantenimiento de los distintos sistemas y equipos de Radar.

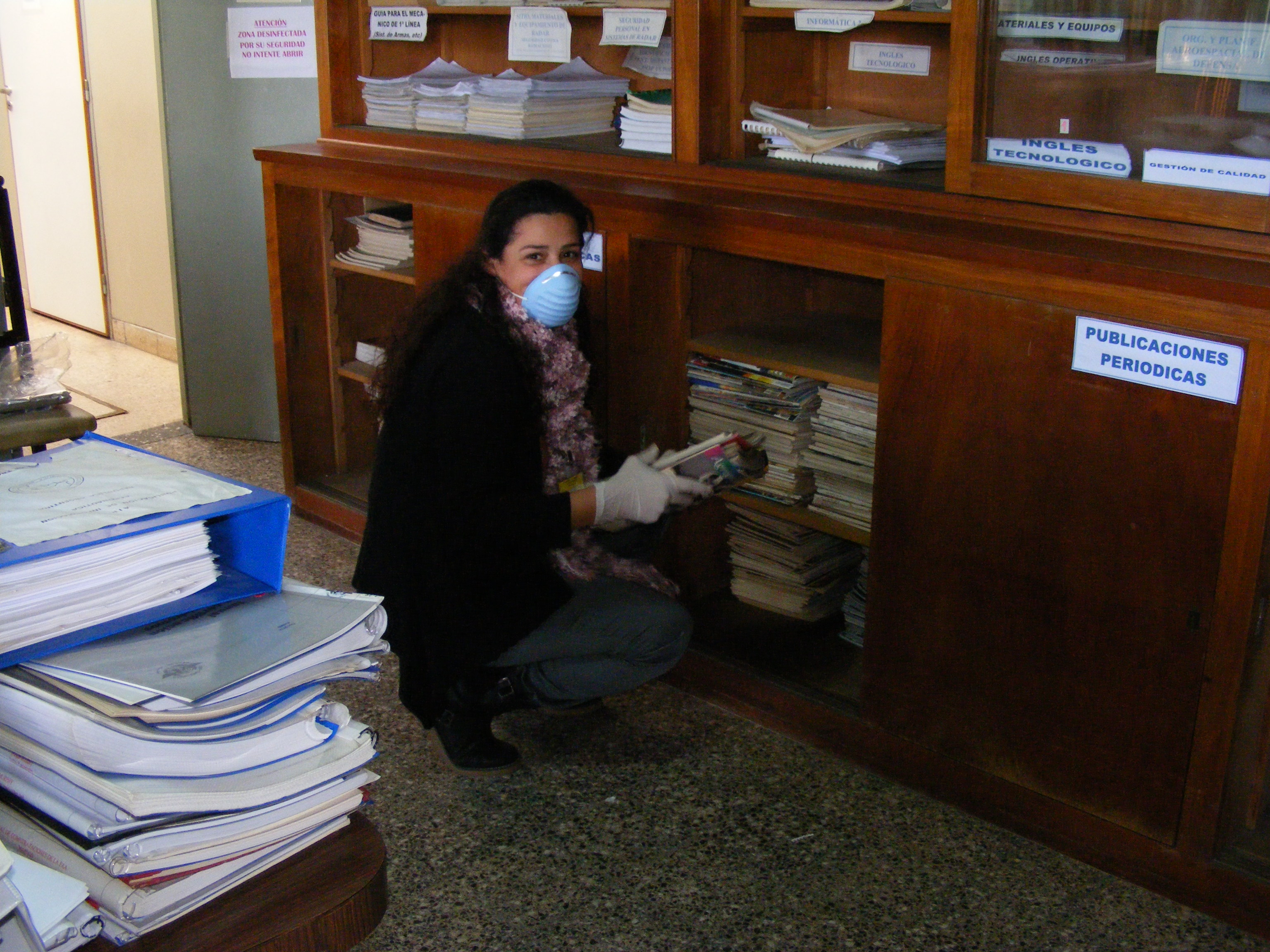
Tareas de conservación

## Conservación preventiva
En la biblioteca se resguarda el acervo documental siguiendo lineamientos de conservación preventiva de manera sistemática. Los lineamientos representan una estrategia basada en prever no solo el resguardo documental, sino la permanencia en el tiempo.